# Ghiyath al-Din Muhàmmad
Ghiyath al-Din Muhàmmad (abans del regnat Xams al-Din Muhàmmad) fou sultà gúrida de la família xansabànida del Ghur. Era fill de Baha al-Din Sam i cosí del seu predecessor Sayf al-Din Muhàmmad al que va succeir a la seva mort el 1163. Al pujar al tron va agafar el lakab de Ghiyath al-Din amb el qual fou conegut. Va treballar plegat amb el seu germà Shihab al-Din Muhàmmad (més tard Muizz al-Din Muhàmmad); Ghiyath al-Din va dirigir les conquestes cap a l'oest disputant el Khurasan als xas de Coràsmia (aleshores encara vassalls dels kara-khitay), i Shihab al-Din Muhàmmad va dirigir la lluita a l'Índia on va establir les bases pel futur sultanat de Delhi. Ghiyat al-Din va mantenir estretes relacions amb el califat abbàssida.
Fakhr al-Din Masud, sulta shansabànida de Bamian va aspirar al poder (segurament el 1163) i es va aliar als governadors turcs d'Herat, Tadj al-Din Yildiz, i de Balkh, Ala al-Din Kamač, però la coalició fou derrotada pels dos germans shansabànides de Ghur a Ragh-i Zar a la vall de l'Hari Rud (o Heri Rud). Ghiyath al-Din va fer campanya aleshores a Zamindawar, al Badghis i al Ghardjistan, regions que va annexionar
L'emir safàrida de Sistan, Tadj al-Din Harb, va reconèixer la sobirania de Ghiyath al-Din, i el mateix van fer tot seguit els oghuz que dominaven Kirman (després de la caiguda de la branca seljúcida local). Vers el 1162 una banda d'oghuz s'havia apoderat tanmateix de Gazni quan fou abandonada pel sultà gaznèvida Khusraw Malik (1160-1187), i hi van poder restar fins que el 1173/1174 Giyath al-Din va conquerir Gazni on va instal·lar com a sultà al seu germà Shihab al-Din Muhammad amb el lakab de Muizz al-Din.
El 1175 va conquerir Herat al turc Baha al-Din Toghril i la va dominar durant un temps indeterminat. En aquest moment el soldà xa de Coràsmia, expulsat de Coràsmia pel seu germà Ala al-Din Tekish, amb el suport dels kara-khitay, es va apoderar del nord del Khurasan i va disputar als gúrides Herat i Badghis. La lluita va durar algun temps però amb el suport de les branques de Bamian i de Gazni, i forces vingudes de Sistan, va derrotar a Sultan Shah prop de Merv (1190) i el va fer presoner annexionant la major part dels seus territoris al Khurasan als dominis gúrides.
El 1198 Baha al-Din Sam I de Bamian va ocupar Balkh al senyor local turc vassall dels kara-khitay. Poc després va esclatar la guerra entre els xas de Coràsmia amb suport kara-khitay i els gúrides (instigats pel califa de Bagdad contra Coràsmia, que l'amenaçava a Pèrsia occidental). Tekish va atacar Herat mentre els kara-khitay envaïen Guzgan, però els dos foren derrotats pels gúrides. Mort Tekish el 1200, Ghiyath al-Din va ocupar la part del Khurasan que dominava i va arribar a l'oest fins a Bistam a la regió de Kumis; un príncep gúrida, Diya al-Din Ali (fill de Shudja al-Din, germà ja difunt d'Ala al-Din Husayn, que més tard fou sultà) fou instal·lat com a governador o malik de Nixapur.
Ghiyath al-Din Muhàmmad va morir a Herat el 1203 després d'uns mesos de malaltia que l'havien incapacitat per regnar; el seu germà Muizz al-Din Muhàmmad havia retornat de l'Índia hi havia assolit el govern, i va esdevenir el successor.